# Go West! A Lucky Luke Adventure
Go West! A Lucky Luke Adventure es un videojuego de minijuegos para Windows, Wii y Nintendo DS publicado por Atari en Europa en noviembre de 2007. Tate Interactive desarrolló las versiones para Windows y Wii, mientras que Neko Entertainment se encargó de la de Nintendo DS.
- Datos: Q16571916